# 枚方市立枚方第二小学校
枚方市立枚方第二小学校（ひらかたしりつ ひらかただいにしょうがっこう）は、大阪府枚方市田宮本町にある公立小学校。
枚方市の中心部・京阪電鉄枚方市駅周辺の公共施設や商業施設の集中する地域、およびその周辺の住宅地を校区としている。児童数の増加や地域住民の要望により、1956年に枚方市立枚方小学校より分離開校した。

## 沿革
- 1955年3月1日 - 枚方市立枚方小学校の分離校を新設することを求める請願書が、枚方市議会で議決される。
- 1956年5月4日 - 新校舎建設予定地で地鎮祭を実施。
- 1956年11月26日 - 枚方市立枚方第二小学校として現在地で開校。一部枚方小学校内に仮教室を間借り。
- 1957年4月1日 - 枚方小学校との間で校区を調整。一部児童が枚方小学校へ転出。
- 1957年4月8日 - 枚方小学校内の仮教室廃止。全児童を本校に収容。
- 1962年11月26日 - 校歌制定（今中楓渓作詞）。
- 1974年4月1日 - 従来の校区の一部を、新設の枚方市立山之上小学校校区へ分離。
- 1978年7月17日 - 留守家庭児童会を校内に併設。
- 2005年 - 枚方市教育委員会から、枚方市小中一貫英語教育研究モデル事業校に指定される（枚方中学校校区として）。

## 通学区域
- 枚方市 朝日丘町、大垣内町1丁目-3丁目、岡南町（一部）、岡山手町（一部）、岡東町、岡本町、川原町、新町1丁目・2丁目、田宮本町、西田宮町、東田宮1丁目。

卒業生は基本的に枚方市立枚方中学校に進学する。

## 交通
- 京阪本線・交野線 枚方市駅 南へ約1.3km。
- 京阪交野線 星ヶ丘駅 西へ約1.3km。
- 京阪バス 田宮バス停 南西へ約400m。